# Вассерталебен
Вассерталебен (нем. Wasserthaleben) — община в Германии, в земле Тюрингия. 
Входит в состав района Кифхойзер. Подчиняется управлению Гройссен.  Население составляет 428 человек (на 31 декабря 2010 года). Занимает площадь 8,50 км².